# Уильямс (команда Формулы-1)
«Уи́льямс» (англ. Williams, полное название в сезоне 2025 Atlassian Williams Racing) (FWB: WGF1) — британская команда Формулы-1. Девятикратный обладатель кубка конструкторов Формулы-1. Команда была основана Фрэнком Уильямсом и Патриком Хэдом в 1977 году, после предыдущего проекта Уильямса — Frank Williams Racing Cars, окончившегося неудачно.
На Гран-при Великобритании 1997 года Жак Вильнёв одержал сотую победу в составе команды Williams. Тем самым команда стала третьей командой в истории (после итальянской Ferrari и английской McLaren), одержавшей 100 побед в Гран-при.
Все шасси команды содержат приставку FW — инициалы основателя команды Фрэнка Уильямса (англ. Frank Williams).

## История

### Frank Williams Racing Cars (1969—1976)
Основная статья Frank Williams Racing Cars
Команда родилась в результате того, что большой энтузиаст автоспорта Фрэнк Уильямс и гонщик Пирс Каридж приняли участие в чемпионате Европы Формулы-2 1968 года на клиентском шасси Brabham. Добившись неплохих результатов в Формуле-2, Уильямс и Каридж решили участвовать в 1969 году в гонках Формулы-1, используя шасси Brabham BT26A. Результат — два вторых места Кариджа на Гран-при Монако 1969 года и Гран-при США 1969 года.
В 1970 году аргентинский производитель спортивных автомобилей De Tomaso построил шасси для гонок Формулы-1 (спроектированное Джанпаоло Даллара). Шасси получилось неготовым к гонкам. Каридж не смог финишировать на первых 4 Гран-при сезона, а на 5 этапе в Голландии в результате пожара погиб. Брайану Редману и Тиму Шенкену, другим гонщикам команды в этом сезоне, так же ни разу не удалось финишировать в гонке. В конце года соглашение с De Tomaso было расторгнуто.
В 1970 году Williams купил шасси March 701, затем модернизированный в March 711, однако результаты были слабые. Анри Пескароло занял одно 4-е место, и одно 6-е, заняв 17-е место по итогам сезона. Команда испытывала большой недостаток денежных средств.
Компания-производитель спортивного моторного масла Motul и компания по производству игрушек Politoys стали спонсорами команды в 1972 году. В сезоне за команду Team Williams-Motul участвовали пилоты Анри Пескароло и Карлус Пасе — но так же, без особого успеха.
1973 год. Фрэнк Уильямс смог получить поддержку от Marlboro и Iso. В сезоне за команду участвовало сразу несколько пилотов — Анри Пескароло, Нанни Галли, Хоуден Генли, Том Белсо, Джеки Преториус, Грэм МакРэй, Ги ван Леннеп, Жаки Икс. В итоге, в сезоне команда заработала два 6-х места в гонках.
В 1974 году появилось первое шасси FW — FW01 (ISO-Marlboro IR). FW02 и FW03 стали просто номерами машин, следующим проектом Williams стало шасси FW04 1975 года.
Не добившись успехов в предыдущих чемпионатах, команда была куплена Уолтером Вольфом и в 1976 году участвовала в чемпионате, как Walter Wolf Racing.

### Williams F1 (1977—1979)

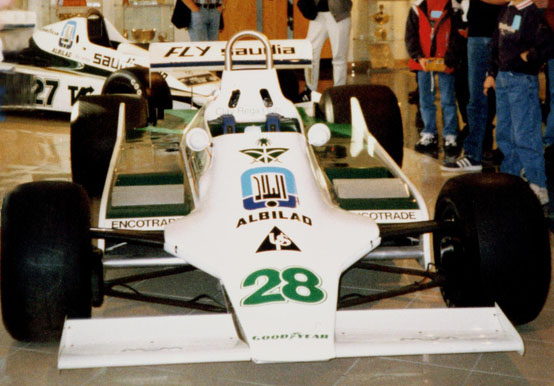
Williams FW07 на заводе Williams в Дидкоте.

Новую команду создали в 1977 году Фрэнк Уильямс и Патрик Хэд под названием Williams Grand Prix Engineering. Патрик Нев на клиентском шасси March 761 участвовал в 11 Гран-при сезона. Лучшим достижением команды стало 7-е место на Гран-при Италии в Монце.
На сезон 1978 года Патрик Хэд спроектировал своё первое шасси — FW06. В команду пришёл австралийский пилот Алан Джонс, у которого уже была одна победа на Гран-при в 1977 году за Shadow. Шасси не отличалось надёжностью, но на Гран-при США Джонс закончил гонку вторым. В итоге, Williams стал 9-м по итогам сезона, а Алан Джонс — 11-м в зачёте пилотов.
В 1979 году Хэд спроектировал FW07 — первое шасси команды с граунд-эффектом. Кроме того, Williams стал членом FOCA (ассоциации конструкторов Формулы-1), что позволило команде выставлять по 2 гонщика на Гран-при. Вторым пилотом стал Клей Регаццони. Команда получила новых спонсоров из Саудовской Аравии и стала называться Albilad-Saudia Racing Team. И уже на 9 этапе сезона на Гран-при Великобритании Алан Джонс выиграл первый поул, а Регаццони одержал первую победу в истории команды. Итоги сезона — 5 побед, 3 поула, 113 очков, 2-е место в кубке конструкторов, 3-е место Алана Джонса в зачёте пилотов.

### 1980-е
1980-е годы начались для команды с первого большого успеха — в сезоне 1980 года команда выиграла свой первый кубок конструкторов, опередив почти вдвое по очкам занявшую 2 место Ligier, а Алан Джонс стал чемпионом мира, опередив на 13 очков Нельсона Пике.
Чемпионат 1981 года команда начала также очень удачно — на первых 2 этапах (США-Запад и Бразилия) Алан Джонс и Карлос Ройтеман делали дубли (1-2 место). Однако, затем в ряде этапов возникали как механические проблемы, так и гоночные инциденты, в том числе и между партнёрами по команде. В результате, чемпионом мира стал Нельсон Пике, а Джонс и Ройтеман заняли 2 и 3 место, что позволило команде взять второй подряд кубок конструкторов.
Сезон 1982 года запомнился своеобразным рекордом — новичок команды Кеке Росберг, заменивший покинувшего гонки Формулы-1 Алана Джонса, выиграл чемпионат мира, одержав победу всего в одной гонке сезона (во многом, в связи с травмой лидировавшего в чемпионате Дидье Пирони, вынужденного покинуть Формулу-1 после травмы на 12-м этапе). Покинувшего команду после двух первых гонок сезона Ройтемана заменяли Марио Андретти и Дерек Дейли — но без особого успеха, что и выразилось в итоговом четвёртом месте команды в зачёте кубка конструкторов. По скорости команда была уже не в состоянии конкурировать с турбомоторами Ferrari и Renault.
Это показал и 1983 год — команда осталась на 4 месте, далеко отстав от команд, использующих турбомоторы — Ferrari, Renault и Brabham-BMW. Легендарный Ford Cosworth DFV, участвующий в Формуле-1 аж с 1967 года, несмотря на модификацию DFY, значительно проигрывал в мощности турбированным полуторалитровым двигателям. И если на Гран-при Монако, где мощность двигателя не столь важна, Кеке Росберг одержал победу, то на других этапах команда была неконкурентоспособна. В результате, последний этап сезона Кеке Росберг и Лаффит провели на новом шасси FW09 с турбодвигателем Honda RA163E 1,5 V6T.
Однако 1984 год стал годом проблем с надёжностью двигателя Honda RA163E/RA164E и шасси FW09. В итоге, несмотря на 1 победу, команда заняла лишь 6-е место с 25,5 очками.

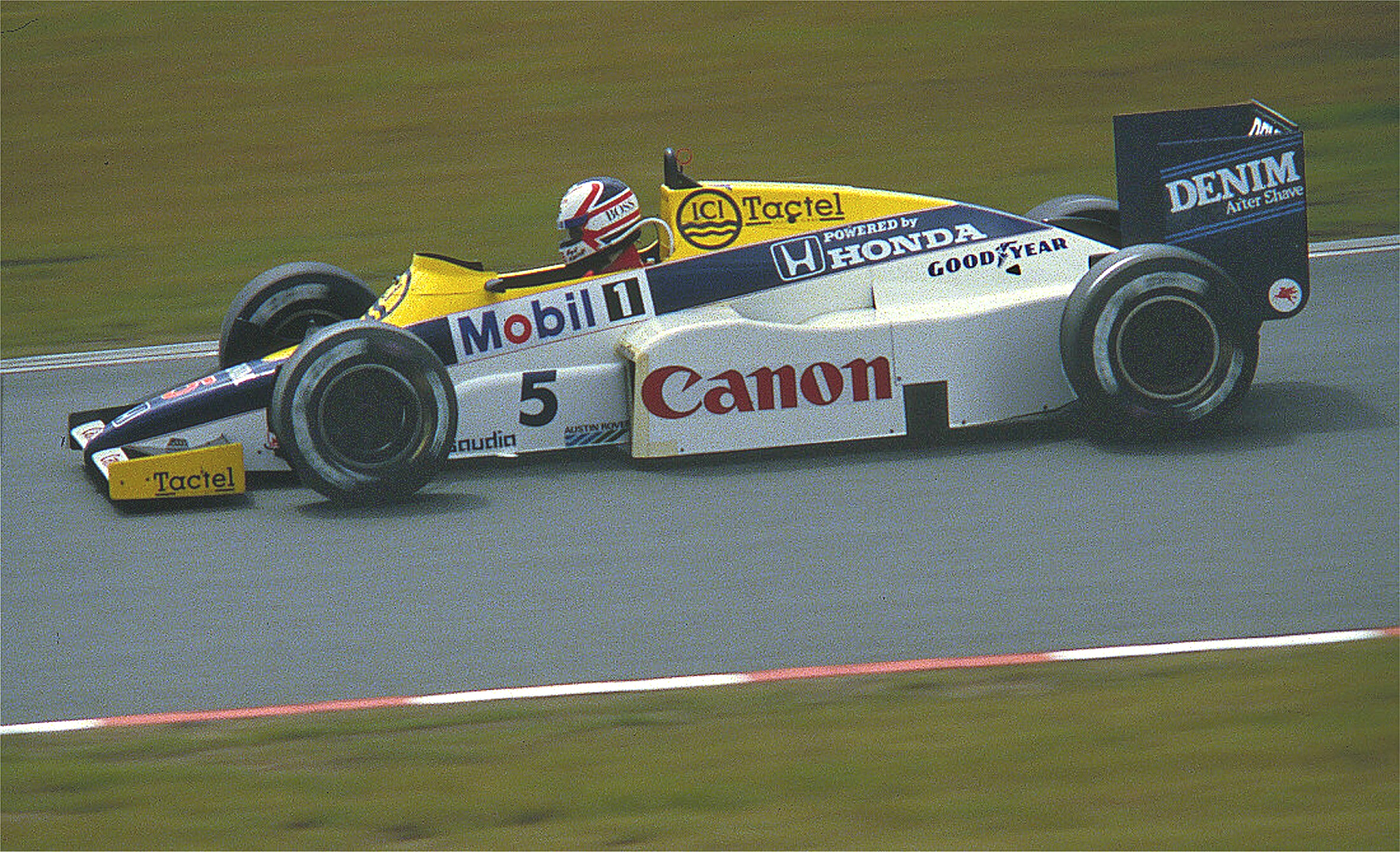
Williams FW10 Найджела Мэнселла.

1985 год стал шагом вперёд — 4 победы, 3 поула, 71 очко, 3-е место в общем зачёте. Шасси FW10 стало первым для Williams, выполненным из карбонового композита. В результате, когда были устранены проблемы с надёжностью двигателя Honda RA165E, а Патрик Хэд усовершенствовал шасси (FW10B) — это оказалось сильнейшим сочетанием. В последних 3 гонках сезона Кеке Росберг и Найджел Мэнселл заработали 3 победы, одно 2-е и одно 3-е место.
В итоге, в 1986 году шасси FW11 было лучшим. Кубок конструкторов был выигран с преимуществом в 45 очков у McLaren, однако в личном зачёте Найджел Мэнселл и Нельсон Пике, борясь между собой, отбирали очки друг у друга. В результате, Мэнселл уступил титул в личном зачёте Алену Просту в последней гонке сезона после взрыва покрышки на своём болиде.
Сезон 1987 стал годом доминирования команды. Нельсон Пике стал чемпионом мира, Мэнселл занял второе место в общем зачёте (одержав 6 побед против трёх у Пике). Команда выиграла кубок конструкторов с преимуществом в 61 очко перед McLaren. Было одержано 9 побед и выиграно 12 поулов.
В 1988 году (в последний год использования турбомоторов в Формуле-1) команду покинул моторист — Honda подписала контракт с McLaren. 3-кратный чемпион мира Нельсон Пике перешёл в Lotus. Атмосферный двигатель Judd CV имел хорошие характеристики, но был крайне ненадёжным — в результате только 7-е место (20 очков) в кубке конструкторов.
1989 год стал годом начала сотрудничества с новым мотористом — Renault. Команда заняла 2-е место в кубке конструкторов, а Риккардо Патрезе оказался третьим в зачёте пилотов.

### 1990-е
1990-е годы можно назвать лучшими в истории команды — выиграно 5 кубков конструкторов и 4 чемпионата мира. С 1991 по 1997 год команда не опускалась ниже 2-го места в зачёте кубка конструкторов.
В сезоне 1990 года было выиграно две гонки (Гран-при Сан-Марино и Гран-при Венгрии). Итог — 4-е место в общем зачёте.
В 1991 году из Ferrari в качестве боевого пилота вернулся Найджел Мэнселл, одержавший в первом же сезоне после возвращения 5 побед. И хотя обыграть McLaren и Айртона Сенну в этом сезоне не удалось из-за неудачно проведённых первых пяти этапов сезона, был заложен фундамент в виде шасси FW14 и двигателя Renault RS3 3,5 V10 для будущих успехов.
В результате, в сезоне 1992 года равных Williams FW14B с активной подвеской не оказалось. Найджел Мэнселл, получив супер-оружие, доминировал весь сезон и обновил целый ряд рекордных достижений Формулы-1: он выдал самую продолжительную серию побед с первой гонки сезона — 5, одержал наибольшее количество побед за сезон — 9, повторил рекорд Сенны 1988 года по количеству поулов подряд со старта сезона — 6, выиграл рекордно большое количество поулов за сезон — 14, попутно установив рекорд по наибольшему проценту поул-позиций в сезоне — 88 % (14 поулов в 16 гонках — это достижение не перекрыто до сих пор), показал наибольшее количество быстрых кругов за сезон — 8, набрал наибольшее количество очков за сезон — 108, создал самый большой отрыв от вице-чемпиона мира — 52 очка (причём вторым в чемпионате был не кто иной, как второй пилот команды Риккардо Патрезе) и, наконец, стал чемпионом мира за 5 этапов до финиша сезона — прежний рекорд был 3 этапа до финиша!

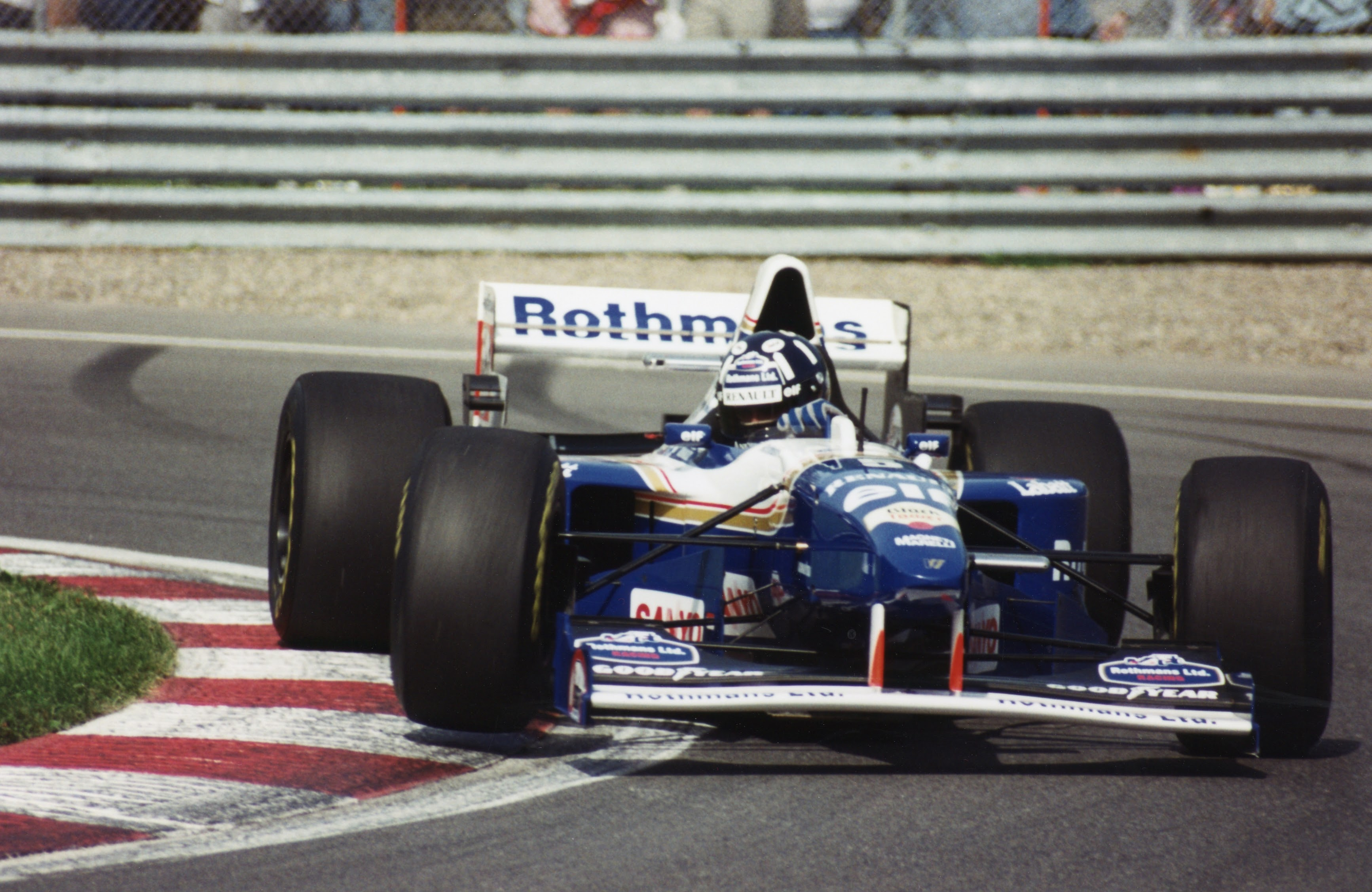
Деймон Хилл управляет Williams FW17 на Гран-при Канады 1995 года.

Несмотря на успех, на сезон 1993 года команда пригласила в состав Алена Проста, вернувшегося в гонки после пропущенного 1992 года. Найджел Мэнселл уже выступал вместе с Простом в одной команде в 1990 году и был категорически против ещё одного совместного сезона с французским чемпионом, и в итоге ушёл как из команды, так и из Формулы-1. А Прост стал чемпионом мира в четвёртый раз и после сезона закончил карьеру гонщика. Деймон Хилл занял 3 место. Кубок конструкторов был выигран почти с двукратным перевесом в очках над командой McLaren.
Следующий чемпионат (1994) сложился очень драматично. Перешедший в Williams трёхкратный чемпион мира Айртон Сенна неудачно выступил на первых двух этапах, а на третьей гонке сезона в Имоле (Гран-при Сан-Марино) разбился насмерть. В результате, первым пилотом команды оказался Деймон Хилл. И если по итогам сезона команде удалось опередить Benetton в кубке конструкторов, то в личном зачёте всё решилось на заключительном этапе не в пользу пилота Williams.
В 1995 году Benetton начали использовать двигатели Renault, такие же, как на болидах Williams. В результате скорость соперников резко возросла, и гонщиками Фрэнка Уильямса сезон был проигран и в кубке конструкторов (2-е место), и в личном зачёте.
Но после ухода Михаэля Шумахера в Ferrari, Williams без особого сопротивления выиграли чемпионат 1996 года. Деймон Хилл завоевал чемпионский титул, а дебютант Жак Вильнёв одержал несколько побед и стал вторым. Вскоре после этого Williams неожиданно рассталась со своим чемпионом, которого сменил Хайнц-Харальд Френтцен. Чемпионат 1997 года прошёл в борьбе с Ferrari Михаэля Шумахера, закончившейся скандальным тараном на Гран-при Европы 1997 года. Вильнёв, тем не менее, стал чемпионом мира, Шумахер же за столкновение с ним был лишён второго места в чемпионате, на которое поднялся Френтцен. Таким образом, за два года оба пилота команды занимали 1-е и 2-е места в зачёте чемпионата мира, и, соответственно, были выиграны два кубка конструкторов.
1998 год команда была вынуждена начать без заводских двигателей Renault — компания свернула свою программу в Формуле-1. Не найдя достойной замены лучшему двигателю чемпионатов 1992—1997 годов, команда потеряла лидирующие позиции, несмотря на то, что пользовалась фактически модернизированными моторами Renault образца 1997 года с новым названием Mecachrome. В 1998 году ещё удалось занять призовое 3-е место в кубке конструкторов, но в 1999-м получилось занять только пятое место, и за эти 2 года не было одержано ни одной победы.

### 2000-е

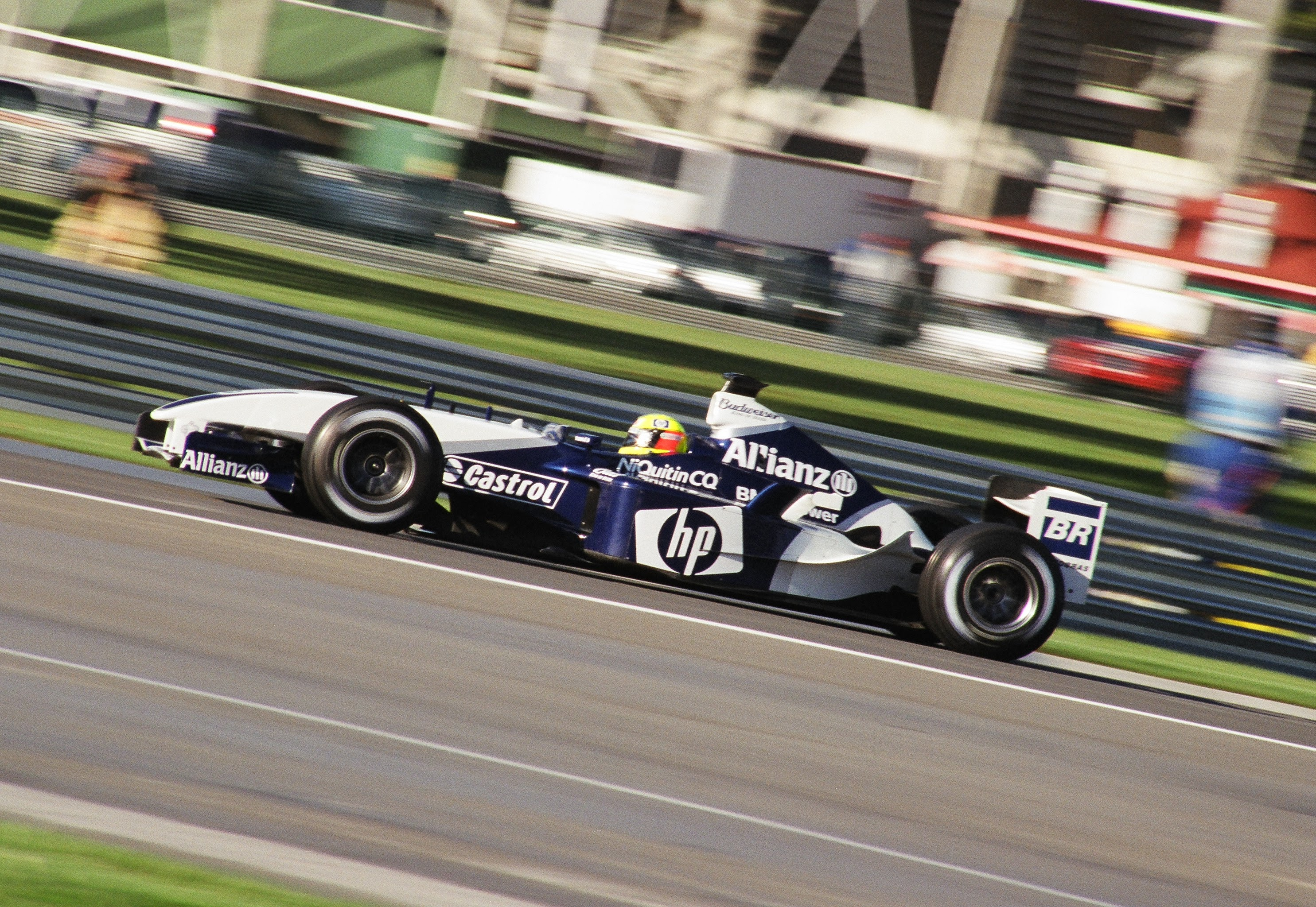
Ральф Шумахер на Гран-при США 2003

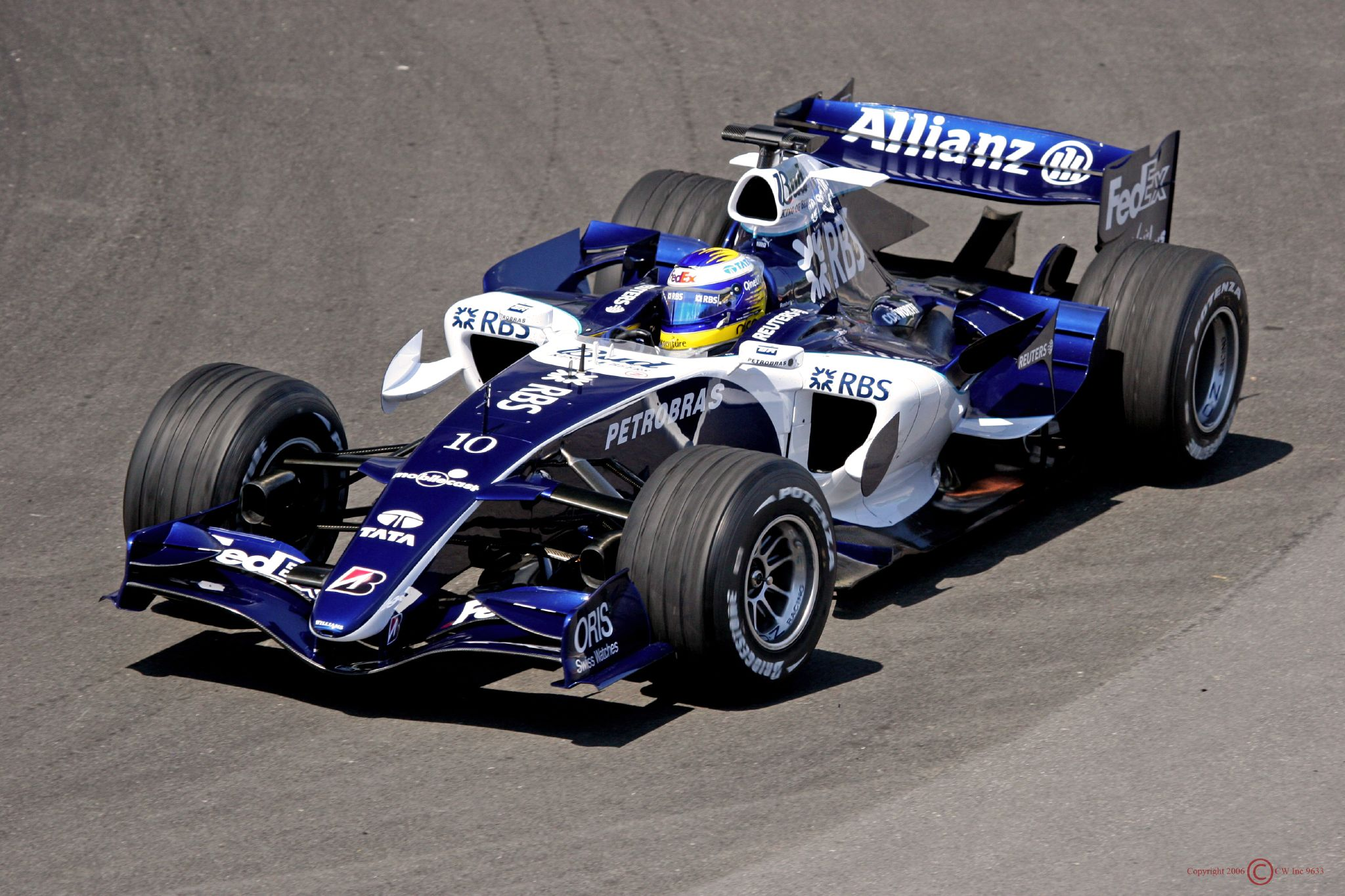
Нико Росберг на Гран-при Канады 2006

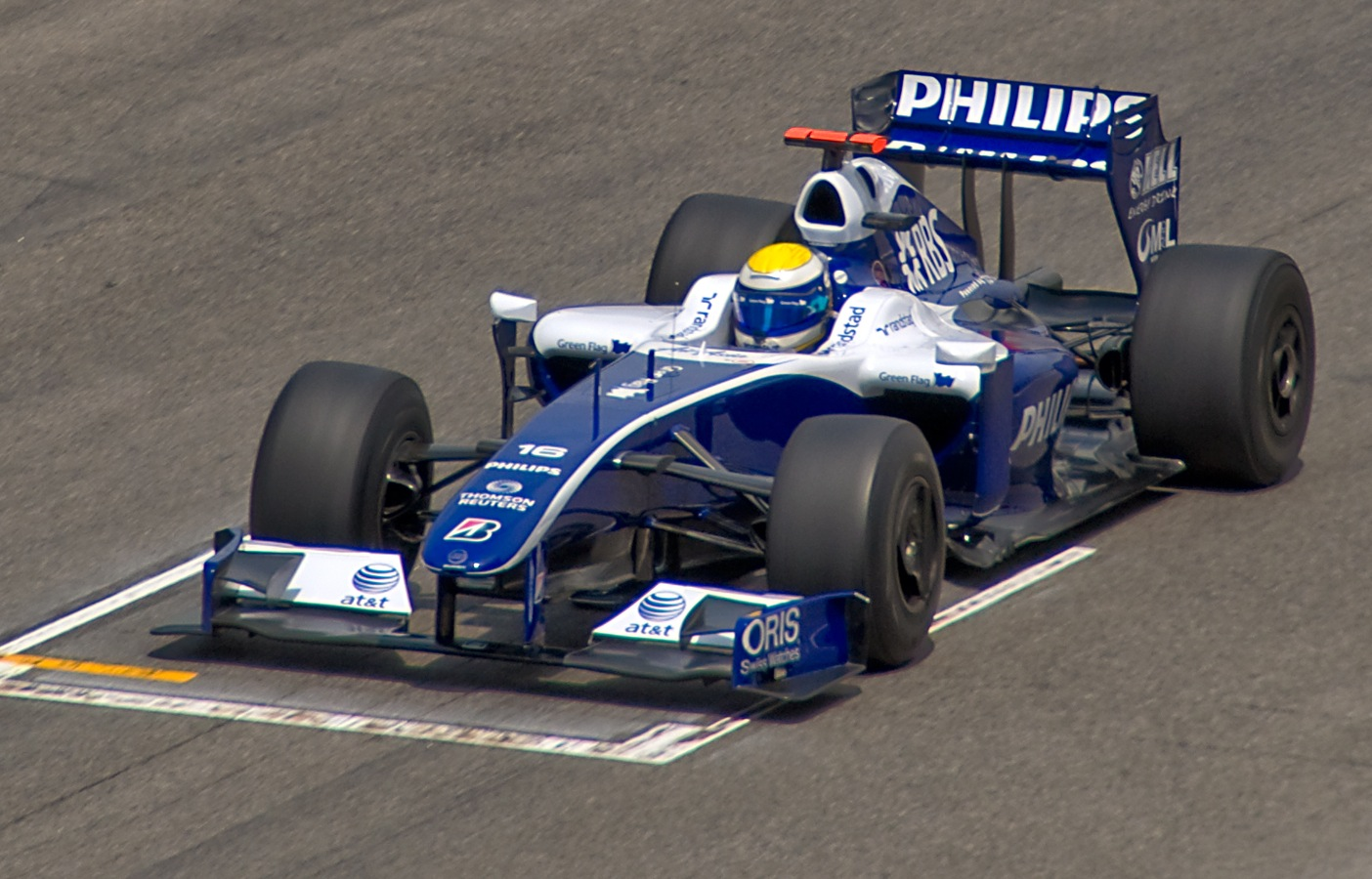
FW31 Нико Росберга

В 2000-х годах, в условиях роста бюджетов команд, поддерживаемых большими автомобильными производителями, Williams, одна из последних независимых команд, стала терять позиции.
В сезон 2000 года команда вступила с новым мотористом — BMW и новым пилотом — талантливым новичком Дженсоном Баттоном. В результате, команда не смогла составить конкуренцию доминирующим с большим отрывом Ferrari и McLaren, однако заняла 3-е место, что стало шагом вперёд.
В 2001 году в команду пришёл талантливый гонщик Хуан Пабло Монтойя (победитель «Инди-500»). Сезон стал более удачным — несмотря на 3-е место в итоговом зачёте, удалось одержать 4 победы и заработать 4 поула.
В 2002 году удалось сделать шаг вперёд в кубке конструкторов, опередив McLaren, однако составить хоть какую-либо конкуренцию Ferrari не удалось. Итог — 92 очка, 1 победа. Многие специалисты называли двигатель BMW P82 самым мощным в сезоне, что позволило выиграть 7 квалификаций, но в гонках шасси FW24 уступало Ferrari F2002.
В сезоне 2003 года команда до конца сезона боролась за победу и в кубке конструкторов, и в личном зачёте, однако, в конце сезона уступила, оставшись на 2-м месте в командном зачёте и на 3-м (усилиями Хуана Пабло Монтойи) — в личном.
В 2004 году был сделан шаг назад — лишь 4-е место в командном зачёте, 1 победа и 1 поул. После этого был полностью сменён состав пилотов — по окончании сезона Хуан Пабло Монтойя и Ральф Шумахер покинули команду.
2005 год команда провела с парой «боевых» пилотов Ником Хайдфельдом и Марком Уэббером. Результат — 5-е место, 1 поул, 4 подиума и ни одной победы. Кроме того, 2005 год стал последним, в котором BMW был поставщиком двигателей для Williams.
В результате, на протяжении 2006 года команда была укомплектована двигателем Cosworth CA2006. В итоге сезон был просто провален — 8-е место, 11 очков. Команда была вынуждена искать более конкурентоспособный мотор, в результате чего был подписан контракт с Toyota.
После провального сезона 2006 никто не надеялся на хорошее выступление Williams в сезоне 2007. Однако неплохое шасси Williams FW29 и мотор Toyota, благодаря пилотам Нико Росбергу и Алексу Вурцу, позволило набрать 33 очка и занять 4-е место в кубке конструкторов. Причём австрийскому ветерану Вурцу даже удалось заработать 3-е место на Гран-при Канады в Монреале. А Нико Росберг смог 11 раз попасть в финальный сегмент квалификации. В последней гонке сезона — на Гран-при Бразилии — вместо завершившего спортивную карьеру Вурца на старт вышел дебютант Формулы-1 — японец Кадзуки Накадзима. В кубке конструкторов Williams оказался далеко впереди Toyota — заводской команды своего поставщика двигателей, имевшей во много раз большее финансирование.
В 2008 году команда Williams продолжила использовать моторы Toyota. Напарником Росберга стал дебютировавший на последней гонке предыдущего сезона Накадзима. В кубке конструкторов Williams занял лишь 8-е место, набрав 26 очков. Болид Williams FW30 был надёжен, но недостаточно быстр, гонщикам команды удалось получить очки лишь в нескольких гонках. К успехам команды можно отнести только два подиума, завоёванных Нико Росбергом — 3-е место Гран-при Австралии и 2-е место на Гран-при Сингапура.
В 2009 году команда заняла 7-е место в кубке конструкторов, набрав 34,5 очка. Пилотами команды, как и в предыдущем сезоне, были Нико Росберг и Кадзуки Накадзима. Выступали они на болидах Williams FW31 с моторами Toyota. Все очки для команды заработал Нико Росберг.

### 2010-е
В 2010 году за руль болидов Williams FW32 с моторами Cosworth сели пилоты Рубенс Баррикелло и чемпион GP2 2009 года Нико Хюлькенберг. Сезон команда закончила на 6-м месте в кубке конструкторов, набрав 69 очков (по новой системе начисления). Из достижений в этом сезоне можно отметить, пожалуй, только неожиданный поул Хюлькенберга под занавес сезона — в квалификации перед Гран-при Бразилии, который он завоевал на подсыхающей после дождя трассе.
На 2011 год команда подписала крупный спонсорский контракт с венесуэльской нефтяной компанией PDVSA, поддерживавшей своего соотечественника, чемпиона GP2 2010 года Пастора Мальдонадо — который в итоге и сменил в кокпите Williams FW33 с мотором Cosworth не имевшего спонсорского бюджета Хюлькенберга.
С сезона 2012 года команда использует моторы Renault. 17 января 2012 года напарником Мальдонадо стал бразилец Бруно Сенна, племянник трёхкратного чемпиона мира Айртона Сенны, который выступал за команду в своём роковом 1994 году. В этом году на Гран-при Испании Пастор Мальдонадо прерывает долгие семь лет без побед, преподнеся отличный подарок в день рождения Фрэнка Уильямса.
В 2013 году вместо Бруно Сенны за команду сэра Фрэнка в роли напарника Пастора Мальдонадо выступает молодой финский гонщик Валттери Боттас.
30 мая 2013 года было объявлено, что с 2014 года команда перейдёт на моторы Mercedes. 6 марта 2014 года, на официальном сайте команды была опубликована информация о том, что титульным спонсором команды становится известный производитель спиртных напитков — компания Martini & Rossi, и команда официально меняет своё название на Williams Martini Racing.

## Пилоты

### Чемпионы мира
В составе команды Williams выступали многие ведущие гонщики Формулы-1. Прежде всего, это гонщики, выигрывавшие чемпионат мира. Интересно, что 7 побед в чемпионате мира в составе Williams одержали 7 разных пилотов.
| Сезон | Чемпион    | Гражданство    | Поулы | Победы | Подиумы | Быстрые круги | Очки | Победа        | Отрыв (очков) |
| ----- | ---------- | -------------- | ----- | ------ | ------- | ------------- | ---- | ------------- | ------------- |
| 1980  | А. Джонс   | Австралия      | 3     | 5      | 10      | 5             | 67   | Этап 13 из 14 | 13            |
| 1982  | К. Росберг | Финляндия      | 1     | 1      | 6       | 0             | 44   | Этап 16 из 16 | 5             |
| 1987  | Н. Пике    | Бразилия       | 4     | 3      | 11      | 4             | 73   | Этап 15 из 16 | 12            |
| 1992  | Н. Мэнселл | Великобритания | 14    | 9      | 12      | 8             | 108  | Этап 11 из 16 | 52            |
| 1993  | А. Прост   | Франция        | 13    | 7      | 12      | 6             | 99   | Этап 14 из 16 | 26            |
| 1996  | Д. Хилл    | Великобритания | 9     | 8      | 10      | 5             | 97   | Этап 16 из 16 | 19            |
| 1997  | Ж. Вильнёв | Канада         | 10    | 7      | 8       | 3             | 81   | Этап 17 из 17 | 39            |

### Победы
Победы в отдельных Гран-при на болидах Williams одерживали 15 пилотов. Больше всего побед — у Найджела Мэнселла — 28 (из 31 победы за свою карьеру). Также, у него больше всего побед в одном сезоне — 9 в 1992 году, в том числе 5 побед подряд (Гран-при ЮАР 1992 года — Гран-при Сан-Марино 1992 года).
| Позиция | Пилот           | Гражданство    | Победы | Сезоны (побед в сезоне)                                    |
| ------- | --------------- | -------------- | ------ | ---------------------------------------------------------- |
| 1       | Найджел Мэнселл | Великобритания | 28     | 1985 (2), 1986 (5), 1987 (6), 1991 (5), 1992 (9), 1994 (1) |
| 2       | Деймон Хилл     | Великобритания | 21     | 1993 (3), 1994 (6), 1995 (4), 1996 (8)                     |
| 3       | Алан Джонс      | Австралия      | 11     | 1979 (4), 1980 (5), 1981 (2)                               |
| 3       | Жак Вильнёв     | Канада         | 11     | 1996 (4), 1997 (7)                                         |
| 4       | Нельсон Пике    | Бразилия       | 7      | 1986 (4), 1987 (3)                                         |
| 4       | Ален Прост      | Франция        | 7      | 1993 (7)                                                   |
| 5       | Ральф Шумахер   | Германия       | 6      | 2001 (3), 2002 (1), 2003 (2)                               |

### Поул-позиции
Поулы пилотов Williams есть на счету 18 гонщиков. Больше всего поул-позиций так же на счету Найджела Мэнселла (как всего, так и в одном сезоне — 1992 (14)). Больше всего поулов подряд у Алена Проста — с Гран-при ЮАР 1993 года по Гран-при Канады 1993 года. На данный момент последний поул для команды завоевал Фелипе Масса на Гран-при Австрии 2014 года.
| Позиция | Пилот              | Гражданство    | Поулы | Сезоны (поулов в сезоне)                                    |
| ------- | ------------------ | -------------- | ----- | ----------------------------------------------------------- |
| 1       | Найджел Мэнселл    | Великобритания | 28    | 1985 (1), 1986 (2), 1987 (8), 1991 (2), 1992 (14), 1994 (1) |
| 2       | Деймон Хилл        | Великобритания | 20    | 1993 (2), 1994 (2), 1995 (7), 1996 (9)                      |
| 3       | Ален Прост         | Франция        | 13    | 1993 (13)                                                   |
| 3       | Жак Вильнёв        | Канада         | 13    | 1996 (3), 1997 (10)                                         |
| 4       | Хуан Пабло Монтойя | Колумбия       | 11    | 2001 (3), 2002 (7), 2003 (1)                                |
| 5       | Алан Джонс         | Австралия      | 6     | 1979 (3), 1980 (3)                                          |
| 5       | Нельсон Пике       | Бразилия       | 6     | 1986 (2), 1987 (4)                                          |
| 5       | Риккардо Патрезе   | Италия         | 6     | 1989 (1), 1991 (4), 1992 (1)                                |

### Быстрые круги
Быстрые круги в Гран-при на шасси Williams показывали 16 пилотов. Больше всего быстрых кругов у самого успешного пилота Williams — Найджела Мэнселла — 23 (в том числе 8 в сезоне 1992 года, в котором он стал чемпионом мира).
| Позиция | Пилот              | Гражданство    | Быстрые круги | Сезоны (быстрых кругов в сезоне)                           |
| ------- | ------------------ | -------------- | ------------- | ---------------------------------------------------------- |
| 1       | Найджел Мэнселл    | Великобритания | 23            | 1985 (1), 1986 (4), 1987 (3), 1988 (1), 1991 (6), 1992 (8) |
| 2       | Деймон Хилл        | Великобритания | 19            | 1993 (4), 1994 (6), 1995 (4), 1996 (5)                     |
| 3       | Алан Джонс         | Австралия      | 13            | 1978 (2), 1979 (1), 1980 (5), 1981 (5)                     |
| 4       | Нельсон Пике       | Бразилия       | 11            | 1986 (7), 1987 (4)                                         |
| 4       | Хуан Пабло Монтойя | Колумбия       | 11            | 2001 (3), 2002 (3), 2003 (3), 2004 (2)                     |
| 5       | Риккардо Патрезе   | Италия         | 10            | 1989 (1), 1990 (4), 1991 (2), 1992 (3)                     |

### Подиумы, участие в Гран-при, очки
| Позиция            | Пилот            | Гражданство    | Количество |
| Подиумы            | Подиумы          | Подиумы        | Подиумы    |
| ------------------ | ---------------- | -------------- | ---------- |
| 1                  | Найджел Мэнселл  | Великобритания | 43         |
| 2                  | Деймон Хилл      | Великобритания | 40         |
| 3                  | Риккардо Патрезе | Италия         | 24         |
| Участие в Гран-при |                  |                |            |
| 1                  | Найджел Мэнселл  | Великобритания | 95         |
| 2                  | Ральф Шумахер    | Германия       | 94         |
| 3                  | Риккардо Патрезе | Италия         | 81         |
| Очки               |                  |                |            |
| 1                  | Найджел Мэнселл  | Великобритания | 369        |
| 2                  | Деймон Хилл      | Великобритания | 326        |
| 3                  | Ральф Шумахер    | Германия       | 232        |

## Шасси
ГП (ст) — количество Гран-при, в которых модель выходила на старт

ГП (уч) — количество Гран-при, в которых модель была заявлена

Ст — суммарное количество стартов в Гран-при

Уч — суммарное количество заявок в Гран-при

П (ЛФ) — количество побед (лучшая позиция на финише)

ПП (ЛС) — количество стартов с поул-позиции (лучшая позиция на старте)

БК — количество показанных быстрейших кругов в Гран-при

Очки — количество набранных очков (в т.ч. и незачётных)

Под — количество финишей на подиуме

ФЗ — количество финишей в зачёте

Фин — количество финишей (в т.ч. и те случаи, когда пилот классифицирован, но не финишировал)

Сх — количество сходов (в т.ч. дисквалификации и непопадания в итоговую классификацию)
| Модель                | Сезоны     | Гонщиков | ГП (ст) | ГП (уч) | Ст | Уч | П (ЛФ) | ПП (ЛС) | БК | Очки | Под | ФЗ | Фин | Сх |
| --------------------- | ---------- | -------- | ------- | ------- | -- | -- | ------ | ------- | -- | ---- | --- | -- | --- | -- |
| Williams FW01         | 1974       | 2        | 3       | 4       | 3  | 5  | (нф)   | (9)     | 0  | 0    | 0   | 0  | 0   | 3  |
| Williams FW02         | 1974, 1975 | 4        | 7       | 9       | 7  | 10 | (6)    | (3)     | 0  | 1    | 0   | 1  | 4   | 3  |
| Williams FW03         | 1974, 1975 | 8        | 18      | 21      | 18 | 21 | (4)    | (6)     | 0  | 3    | 0   | 1  | 5   | 13 |
| Apollon-Williams FW03 | 1977       | 1        | 0       | 1       | 0  | 1  | (нкв)  | (нкв)   | 0  | 0    | 0   | 0  | 0   | 0  |
| Williams FW04         | 1975, 1976 | 6        | 10      | 13      | 10 | 14 | (2)    | (12)    | 0  | 6    | 1   | 1  | 3   | 7  |
| Wolf-Williams FW05    | 1976       | 7        | 13      | 16      | 17 | 25 | (7)    | (18)    | 0  | 0    | 0   | 0  | 10  | 7  |
| Williams FW06         | 1978, 1979 | 2        | 20      | 20      | 24 | 24 | (2)    | (3)     | 2  | 15   | 2   | 4  | 14  | 10 |
| Williams FW07         | 1979—1981  | 5        | 13      | 14      | 24 | 26 | 6      | 4       | 4  | 81   | 10  | 13 | 15  | 9  |
| Williams FW07B        | 1980       | 5        | 14      | 14      | 30 | 35 | 5      | 2       | 5  | 111  | 17  | 20 | 24  | 6  |
| Williams FW07C        | 1981, 1982 | 4        | 18      | 18      | 36 | 36 | 4      | 2       | 7  | 109  | 15  | 20 | 27  | 9  |
| Williams FW08         | 1982       | 2        | 12      | 12      | 24 | 24 | 1      | 1       | 0  | 45   | 5   | 12 | 16  | 8  |
| Williams FW08C        | 1983       | 3        | 14      | 14      | 27 | 29 | 1      | 1       | 0  | 36   | 2   | 12 | 19  | 8  |
| Williams FW09         | 1983, 1984 | 2        | 10      | 10      | 20 | 20 | 1      | (2)     | 0  | 29   | 2   | 8  | 10  | 10 |
| Williams FW09B        | 1984       | 2        | 7       | 7       | 14 | 14 | (8)    | (4)     | 0  | 0    | 0   | 0  | 2   | 12 |
| Williams FW10         | 1985       | 2        | 13      | 13      | 25 | 26 | 1      | 2       | 2  | 34   | 3   | 10 | 14  | 11 |
| Williams FW10B        | 1985       | 2        | 3       | 3       | 6  | 6  | 3      | 1       | 2  | 37   | 5   | 5  | 5   | 1  |
| Williams FW11         | 1986       | 2        | 16      | 16      | 32 | 32 | 9      | 4       | 11 | 141  | 19  | 23 | 24  | 8  |
| Williams FW11B        | 1987       | 3        | 16      | 16      | 30 | 32 | 9      | 12      | 7  | 137  | 18  | 21 | 24  | 6  |
| Williams FW12         | 1988       | 4        | 16      | 16      | 32 | 32 | (2)    | (2)     | 1  | 20   | 2   | 7  | 12  | 20 |
| Williams FW12C        | 1989       | 2        | 13      | 14      | 25 | 26 | 1      | 1       | 1  | 54   | 7   | 13 | 16  | 9  |
| Williams FW13         | 1989       | 2        | 4       | 4       | 7  | 8  | 1      | (5)     | 0  | 23   | 4   | 4  | 4   | 3  |
| Williams FW13B        | 1990       | 2        | 16      | 16      | 32 | 32 | 2      | 1       | 5  | 57   | 4   | 18 | 22  | 10 |
| Williams FW14         | 1991       | 2        | 16      | 16      | 32 | 32 | 7      | 6       | 8  | 125  | 17  | 21 | 21  | 11 |
| Williams FW14B        | 1992       | 2        | 16      | 16      | 32 | 32 | 10     | 15      | 11 | 164  | 21  | 22 | 23  | 9  |
| Williams FW15C        | 1993       | 2        | 16      | 16      | 32 | 32 | 10     | 15      | 10 | 168  | 22  | 24 | 27  | 5  |
| Williams FW16         | 1994       | 4        | 8       | 8       | 15 | 15 | 2      | 5       | 3  | 43   | 5   | 8  | 8   | 7  |
| Williams FW16B        | 1994       | 3        | 8       | 8       | 16 | 16 | 5      | 1       | 5  | 75   | 8   | 11 | 12  | 4  |
| Williams FW17         | 1995       | 2        | 13      | 13      | 26 | 26 | 4      | 9       | 5  | 94   | 13  | 15 | 15  | 11 |
| Williams FW17B        | 1995       | 2        | 4       | 4       | 8  | 8  | 1      | 3       | 1  | 24   | 4   | 4  | 4   | 4  |
| Williams FW18         | 1996       | 2        | 16      | 16      | 32 | 32 | 12     | 12      | 11 | 175  | 21  | 23 | 25  | 7  |
| Williams FW19         | 1997       | 2        | 17      | 17      | 34 | 34 | 8      | 11      | 9  | 123  | 15  | 20 | 23  | 11 |
| Williams FW20         | 1998       | 2        | 16      | 16      | 32 | 32 | (3)    | (2)     | 0  | 38   | 3   | 16 | 25  | 7  |
| Williams FW21         | 1999       | 2        | 16      | 16      | 32 | 32 | (2)    | (4)     | 1  | 35   | 3   | 11 | 18  | 14 |
| Williams FW22         | 2000       | 2        | 17      | 17      | 34 | 34 | (3)    | (3)     | 0  | 36   | 3   | 14 | 21  | 13 |
| Williams FW23         | 2001       | 2        | 14      | 14      | 27 | 27 | 3      | 3       | 5  | 59   | 6   | 10 | 11  | 16 |
| Williams FW23B        | 2001       | 2        | 4       | 4       | 7  | 7  | 1      | 1       | 3  | 21   | 3   | 4  | 5   | 2  |
| Williams FW24         | 2002       | 2        | 17      | 17      | 34 | 34 | 1      | 7       | 3  | 92   | 13  | 22 | 28  | 6  |
| Williams FW25         | 2003       | 3        | 16      | 16      | 32 | 32 | 4      | 4       | 4  | 144  | 12  | 24 | 27  | 5  |
| Williams FW26         | 2004       | 4        | 18      | 18      | 36 | 36 | 1      | 1       | 2  | 88   | 4   | 22 | 26  | 10 |
| Williams FW27         | 2005       | 3        | 18      | 19      | 36 | 38 | (2)    | 1       | 0  | 66   | 4   | 16 | 25  | 11 |
| Williams FW28         | 2006       | 2        | 18      | 18      | 36 | 36 | (6)    | (2)     | 1  | 11   | 0   | 5  | 16  | 20 |
| Williams FW29         | 2007       | 3        | 17      | 17      | 34 | 34 | (3)    | (4)     | 0  | 33   | 1   | 10 | 27  | 7  |
| Williams FW30         | 2008       | 2        | 18      | 18      | 36 | 36 | (2)    | (5)     | 0  | 26   | 2   | 10 | 32  | 4  |
| Williams FW31         | 2009       | 2        | 17      | 17      | 34 | 34 | (4)    | (3)     | 1  | 34½  | 0   | 11 | 27  | 7  |
| Williams FW32         | 2010       | 2        | 19      | 19      | 38 | 38 | (4)    | 1       | 0  | 69   | 0   | 17 | 32  | 6  |
| Williams FW33         | 2011       | 2        | 19      | 19      | 38 | 38 | (9)    | (7)     | 0  | 5    | 0   | 3  | 28  | 10 |
| Williams FW34         | 2012       | 2        | 20      | 20      | 40 | 40 | 1      | 1       | 1  | 76   | 1   | 15 | 33  | 7  |
| Williams FW35         | 2013       | 2        | 19      | 19      | 38 | 38 | (8)    | (3)     | 0  | 5    | 0   | 2  | 33  | 5  |
| Williams FW36         | 2014       | 2        | 19      | 19      | 38 | 38 | (2)    | 1       | 2  | 320  | 9   | 28 | 34  | 4  |
| Williams FW37         | 2015       | 2        | 19      | 19      | 38 | 38 | (2)    | 1       | 2  | 257  | 9   | 28 | 34  | 4  |

## События
| Событие                 | Дата       | Гран-при                          | Пилот                      |
| ----------------------- | ---------- | --------------------------------- | -------------------------- |
| Подиум № 1              | 03.08.1975 | Гран-при Германии 1975 года       | Жак Лаффит                 |
| Быстрый круг № 1        | 02.04.1978 | Гран-при США-Запад 1978 года      | Алан Джонс                 |
| Поул № 1                | 13.07.1979 | Гран-при Великобритании 1979 года | Алан Джонс                 |
| Победа № 1              | 14.07.1979 | Гран-при Великобритании 1979 года | Клей Регаццони             |
| Кубок конструкторов № 1 | 14.09.1980 | Гран-при Италии 1980 года         | Алан Джонс Карлос Ройтеман |
| Чемпион мира № 1        | 28.09.1980 | Гран-при Канады 1980 года         | Алан Джонс                 |
| Быстрый круг № 100      | 22.09.1996 | Гран-при Португалии 1996 года     | Жак Вильнёв                |
| Поул № 100              | 12.04.1997 | Гран-при Аргентины 1997 года      | Жак Вильнёв                |
| Победа № 100            | 13.07.1997 | Гран-при Великобритании 1997 года | Жак Вильнёв                |
| Быстрый круг № 125      | 24.08.2003 | Гран-при Венгрии 2003 года        | Хуан Пабло Монтойя         |
| Поул № 125              | 28.05.2005 | Гран-при Европы 2005 года         | Ник Хайдфельд              |

## Двигатели
Команда Williams использовала за свою историю 9 поставщиков двигателей для своих шасси. Их можно разделить на 2 группы — крупные поставщики (компании), с которым было длительное сотрудничество, и «промежуточные», которые поставляли двигатели в период между нахождением командой серьёзного стратегического партнёра. Крупные поставщики — это Ford, Honda, Renault, BMW. «Промежуточные» — Judd, Mecachrome, Supertec, Cosworth.
| Сезоны    | Двигатель  | Гран-при (участие) | Побед в Гран-при | Поулов | Быстрых кругов | Подиумов | Очков | Очков за гонку (ср.) |
| --------- | ---------- | ------------------ | ---------------- | ------ | -------------- | -------- | ----- | -------------------- |
| 1974—1983 | Ford       | 211                | 17               | 10     | 18             | 52       | 401   | 1,90                 |
| 1983—1987 | Honda      | 130                | 23               | 19     | 22             | 47       | 376,5 | 2,90                 |
| 1988      | Judd       | 32                 |                  |        | 1              | 2        | 20    | 0,63                 |
| 1989—1997 | Renault    | 291                | 63               | 79     | 69             | 141      | 1119  | 3,85                 |
| 1998      | Mecachrome | 32                 |                  |        |                | 3        | 38    | 1,19                 |
| 1999      | Supertec   | 32                 |                  |        | 1              | 3        | 35    | 1,09                 |
| 2000—2005 | BMW        | 210                | 10               | 17     | 17             | 45       | 506   | 2,41                 |
| 2006      | Cosworth   | 36                 |                  |        | 1              |          | 11    | 0,31                 |
| 2007—2009 | Toyota     | 103                |                  |        |                | 3        | 93,5  | 0,908                |
| 2010—2011 | Cosworth   | 76                 |                  | 1      |                |          | 74    | 0,974                |
| 2012—2013 | Renault    | 40                 | 1                | 1      | 1              | 1        | 76    | 1,9                  |
| 2014      | Mercedes   | 38                 |                  | 1      | 2              | 9        | 320   | 8,4                  |

## Результаты выступлений Williams в Формуле-1

### Результаты за последние пять лет
| Легенда к таблице |                                                                    |
| --- | ------------------------------------------------------------------ |
| В таблице перечислены результаты всех Гран-при Формулы-1, в которых принимала участие команда. Строками таблицы являются сезоны, столбцами — этапы чемпионата мира. В каждой клетке указаны сокращённое название этапа и результаты гонщиков команды, дополнительно обозначенные цветом. Расшифровка обозначений и цветов представлена в нижеследующей таблице. |                                                                    |
| \| Пример \| Описание \| \| ------------ \| ------------------------------------------------------------------ \| \| 1 \| Победитель \| \| 2 \| Второе место \| \| 3 \| Третье место \| \| 5 \| Финишировал, заработав очки \| \| Сход \| Не финишировал, но при этом заработал очки \| \| 12 \| Финишировал, не получив очков \| \| НКЛ \| Финишировал, но не попал в финальную классификацию \| \| 15 \| Участвовал вне зачёта, либо по отдельной классификации \| \| 18 \| Не финишировал, но попал в финальную классификацию \| \| Сход \| Не финишировал \| \| НКВ \| Не прошёл квалификацию \| \| НПКВ \| Не прошёл предквалификацию \| \| ДСК \| Дисквалифицирован \| \| ИСК \| Исключён из протокола соревнований \| \| ТТ \| Заявлен для участия только в тренировках \| \| НС \| Участвовал в квалификации, но не стартовал в гонке \| \| Т \| Травмирован или болен \| \| ОТК \| Отказ от участия \| \| НТР \| Прибыл на соревнования, но на трассу не выезжал \| \| НПР \| Был заявлен в числе участников, но не прибыл к началу соревнований \| \| О \| Соревнования отменены \| \| \| Не участвовал \| \| Поул-позиция \| \| \| Быстрый круг \| \| |                                                                    |
| Пример | Описание                                                           |
| 1 | Победитель                                                         |
| 2 | Второе место                                                       |
| 3 | Третье место                                                       |
| 5 | Финишировал, заработав очки                                        |
| Сход | Не финишировал, но при этом заработал очки                         |
| 12 | Финишировал, не получив очков                                      |
| НКЛ | Финишировал, но не попал в финальную классификацию                 |
| 15 | Участвовал вне зачёта, либо по отдельной классификации             |
| 18 | Не финишировал, но попал в финальную классификацию                 |
| Сход | Не финишировал                                                     |
| НКВ | Не прошёл квалификацию                                             |
| НПКВ | Не прошёл предквалификацию                                         |
| ДСК | Дисквалифицирован                                                  |
| ИСК | Исключён из протокола соревнований                                 |
| ТТ | Заявлен для участия только в тренировках                           |
| НС | Участвовал в квалификации, но не стартовал в гонке                 |
| Т | Травмирован или болен                                              |
| ОТК | Отказ от участия                                                   |
| НТР | Прибыл на соревнования, но на трассу не выезжал                    |
| НПР | Был заявлен в числе участников, но не прибыл к началу соревнований |
| О | Соревнования отменены                                              |
| | Не участвовал                                                      |
| Поул-позиция |                                                                    |
| Быстрый круг |                                                                    |

| Сезон | Шасси          | Двигатель                                  | Ш | Гонщики   | 1    | 2    | 3    | 4    | 5   | 6    | 7    | 8    | 9    | 10   | 11   | 12   | 13   | 14  | 15  | 16   | 17   | 18   | 19  | 20   | 21   | 22   | 23   | 24   | Место | Очки |
| ----- | -------------- | ------------------------------------------ | - | --------- | ---- | ---- | ---- | ---- | --- | ---- | ---- | ---- | ---- | ---- | ---- | ---- | ---- | --- | --- | ---- | ---- | ---- | --- | ---- | ---- | ---- | ---- | ---- | ----- | ---- |
| 2021  | Williams FW43B | Mercedes-AMG F1 M12 E Performance 1,6 V6T  | P |           | БАХ  | ЭМИ  | ПОР  | ИСП  | МОН | АЗЕ  | ФРА  | ШТИ  | АВТ  | ВЕЛ  | ВЕН  | БЕЛ  | НИД  | ИТА | РОС | ТУР  | США  | МЕХ  | САП | КАТ  | САУ  | АБУ  |      |      | 8     | 23   |
| 2021  | Williams FW43B | Mercedes-AMG F1 M12 E Performance 1,6 V6T  | P | Латифи    | 18   | Сход | 18   | 16   | 15  | 16   | 18   | 17   | 15   | 14   | 7    | 9    | 16   | 11  | 19  | 17   | 15   | 17   | 16  | Сход | 12   | Сход |      |      | 8     | 23   |
| 2021  | Williams FW43B | Mercedes-AMG F1 M12 E Performance 1,6 V6T  | P | Расселл   | 14   | Сход | 16   | 14   | 14  | Сход | 12   | Сход | 11   | 12   | 8    | 2    | 17   | 9   | 10  | 15   | 14   | 16   | 13  | 17   | Сход | Сход |      |      | 8     | 23   |
| 2022  | Williams FW44  | Mercedes-AMG F1 M13 E Performance 1,6 V6 T | P |           | БАХ  | САУ  | АВС  | ЭМИ  | МАЙ | ИСП  | МОН  | АЗЕ  | КАН  | ВЕЛ  | АВТ  | ФРА  | ВЕН  | БЕЛ | НИД | ИТА  | СИН  | ЯПО  | США | МЕХ  | САП  | АБУ  |      |      | 10    | 8    |
| 2022  | Williams FW44  | Mercedes-AMG F1 M13 E Performance 1,6 V6 T | P | Латифи    | 16   | Сход | 16   | 16   | 14  | 16   | 15   | 15   | 16   | 12   | Сход | Сход | 18   | 18  | 18  | 15   | Сход | 9    | 17  | 18   | 16   | 19   |      |      | 10    | 8    |
| 2022  | Williams FW44  | Mercedes-AMG F1 M13 E Performance 1,6 V6 T | P | Албон     | 13   | Сход | 10   | 11   | 9   | 18   | Сход | 12   | 13   | Сход | 12   | 13   | 17   | 10  | 12  | ТТ   | Сход | Сход | 13  | 12   | 15   | 13   |      |      | 10    | 8    |
| 2023  | Williams FW45  | Mercedes-AMG F1 M14 E Performance 1,6 V6T  | P |           | БАХ  | САУ  | АВС  | АЗЕ  | МАЙ | МОН  | ИСП  | КАН  | АВТ  | ВЕЛ  | ВЕН  | БЕЛ  | НИД  | ИТА | СИН | ЯПО  | КАТ  | США  | МЕХ | САП  | ЛАС  | АБУ  |      |      | 7     | 28   |
| 2023  | Williams FW45  | Mercedes-AMG F1 M14 E Performance 1,6 V6T  | P | Сарджент  | 12   | 16   | Сход | 16   | 20  | 18   | 20   | Сход | 13   | 11   | 18   | 17   | Сход | 13  | 14  | Сход | Сход | 10   | 16  | 11   | 16   | 16   |      |      | 7     | 28   |
| 2023  | Williams FW45  | Mercedes-AMG F1 M14 E Performance 1,6 V6T  | P | Албон     | 10   | Сход | Сход | 12   | 14  | 14   | 16   | 7    | 11   | 8    | 11   | 14   | 8    | 7   | 11  | Сход | 13   | 9    | 9   | Сход | 12   | 14   |      |      | 7     | 28   |
| 2024  | Williams FW46  | Mercedes-AMG F1 M15 E Performance 1,6 V6T  | P |           | БАХ  | САУ  | АВС  | ЯПО  | КИТ | МАЙ  | ЭМИ  | МОН  | КАН  | ИСП  | АВТ  | ВЕЛ  | ВЕН  | БЕЛ | НИД | ИТА  | АЗЕ  | СИН  | США | МЕХ  | САП  | ЛАС  | КАТ  | АБУ  | 9     | 17   |
| 2024  | Williams FW46  | Mercedes-AMG F1 M15 E Performance 1,6 V6T  | P | Сарджент  | 20   | 14   | ОТК  | 17   | 17  | Сход | 17   | 15   | Сход | 20   | 19   | 11   | 17   | 17  | 16  |      |      |      |     |      |      |      |      |      | 9     | 17   |
| 2024  | Williams FW46  | Mercedes-AMG F1 M15 E Performance 1,6 V6T  | P | Албон     | 15   | 11   | 11   | Сход | 12  | 18   | Сход | 9    | Сход | 18   | 15   | 9    | 14   | 12  | 14  | 9    | 7    | Сход | 16  | Сход | НС   | Сход | 15   | 11   | 9     | 17   |
| 2024  | Williams FW46  | Mercedes-AMG F1 M15 E Performance 1,6 V6T  | P | Колапинто |      |      |      |      |     |      |      |      |      |      |      |      |      |     |     | 12   | 8    | 11   | 10  | 12   | Сход | 14   | Сход | Сход | 9     | 17   |
| 2025  | Williams FW47  | Mercedes-AMG F1 M16 E Performance 1,6 V6T  | P |           | АВС  | КИТ  | ЯПО  | БАХ  | САУ | МАЙ  | ЭМИ  | МОН  | ИСП  | КАН  | АВТ  | ВЕЛ  | БЕЛ  | ВЕН | НИД | ИТА  | АЗЕ  | СИН  | США | МЕХ  | САП  | ЛАС  | КАТ  | АБУ  | 5*    | 70*  |
| 2025  | Williams FW47  | Mercedes-AMG F1 M16 E Performance 1,6 V6T  | P | Албон     | 5    | 7    | 9    | 12   | 9   | 5    | 5    | 9    | Сход | Сход | Сход | 8    | 6    |     |     |      |      |      |     |      |      |      |      |      | 5*    | 70*  |
| 2025  | Williams FW47  | Mercedes-AMG F1 M16 E Performance 1,6 V6T  | P | Сайнс     | Сход | 10   | 14   | Сход | 8   | 9    | 8    | 10   | 14   | 10   | НС   | 12   | 18   |     |     |      |      |      |     |      |      |      |      |      | 5*    | 70*  |

* Сезон продолжается.

### Выступление в сезонах 1969—2011 годов
| Сезон                                  | Наименование | Шасси                                       | Шины                   | Двигатель                                                              | Пилоты | Место (очки)           |
| WilliamsF1 (1974—2011)                 | WilliamsF1 (1974—2011) | WilliamsF1 (1974—2011)                      | WilliamsF1 (1974—2011) | WilliamsF1 (1974—2011)                                                 | WilliamsF1 (1974—2011)                                                                                        | WilliamsF1 (1974—2011) |
| -------------------------------------- | --- | ------------------------------------------- | ---------------------- | ---------------------------------------------------------------------- | --- | ---------------------- |
| 2011                                   | AT&T Williams | FW33                                        | P                      | Cosworth CA2011 2,4 V8                                                 | Рубенс Баррикелло Пастор Мальдонадо                                                                           | 9(5)                   |
| 2010                                   | AT&T Williams | FW32                                        | B                      | Cosworth CA2010 2,4 V8                                                 | Рубенс Баррикелло Нико Хюлькенберг                                                                            | 6(69)                  |
| 2009                                   | AT&T Williams | FW31                                        | B                      | Toyota RVX-09 2,4 V8                                                   | Нико Росберг Кадзуки Накадзима                                                                                | 7(34,5)                |
| 2008                                   | AT&T Williams | FW30                                        | B                      | Toyota RVX-08,2 2,4 V8                                                 | Нико Росберг Кадзуки Накадзима                                                                                | 8(26)                  |
| 2007                                   | AT&T Williams | FW29                                        | B                      | Toyota RVX-07 2,4 V8                                                   | Нико Росберг Александр Вурц Кадзуки Накадзима                                                                 | 4(33)                  |
| 2006                                   | Williams F1 Team | FW28                                        | B                      | Cosworth CA2006 2,4 V8                                                 | Уэббер, Марк Нико Росберг                                                                                     | 8(11)                  |
| 2005                                   | BMW WilliamsF1 Team | FW27                                        | M                      | BMW P84/5 3,0 V10                                                      | Уэббер, Марк Ник Хайдфельд Антонио Пиццония                                                                   | 5(66)                  |
| 2004                                   | BMW WilliamsF1 Team | FW26                                        | M                      | BMW P84 3,0 V10                                                        | Хуан Пабло Монтойя Ральф Шумахер Марк Жене Антонио Пиццония                                                   | 4(88)                  |
| 2003                                   | BMW WilliamsF1 Team | FW25                                        | M                      | BMW P83 3,0 V10                                                        | Ральф Шумахер Хуан Пабло Монтойя Марк Жене                                                                    | 2(144)                 |
| 2002                                   | BMW WilliamsF1 Team | FW24                                        | M                      | BMW P82 3,0 V10                                                        | Ральф Шумахер Хуан Пабло Монтойя                                                                              | 2(92)                  |
| 2001                                   | BMW WilliamsF1 Team | FW23                                        | M                      | BMW P80 3,0 V10                                                        | Ральф Шумахер Хуан Пабло Монтойя                                                                              | 3(80)                  |
| 2000                                   | BMW WilliamsF1 Team | FW22                                        | B                      | BMW E41 3,0 V10                                                        | Ральф Шумахер Дженсон Баттон                                                                                  | 3(36)                  |
| 1999                                   | Winfield Williams | FW21                                        | B                      | Supertec FB01 3,0 V10                                                  | Ральф Шумахер Алессандро Занарди                                                                              | 5(35)                  |
| 1998                                   | Winfield Williams Mecachrome | FW20                                        | G                      | Mecachrome CG37-01 3,0 V10                                             | Жак Вильнёв Хайнц-Харальд Френтцен                                                                            | 3(38)                  |
| 1997                                   | Rothmans Williams Renault | FW19                                        | G                      | Renault RS9 3,0 V10                                                    | Жак Вильнёв Хайнц-Харальд Френтцен                                                                            | 1(123)                 |
| 1996                                   | Rothmans Williams Renault | FW18                                        | G                      | Renault RS8 3,0 V10                                                    | Деймон Хилл Жак Вильнёв                                                                                       | 1(175)                 |
| 1995                                   | Rothmans Williams Renault | FW17 FW17B                                  | G                      | Renault RS7 3,0 V10                                                    | Деймон Хилл Дэвид Култхард                                                                                    | 2(112)                 |
| 1994                                   | Rothmans Williams Renault | FW16 FW16B                                  | G                      | Renault RS6 3,5 V10                                                    | Деймон Хилл Дэвид Култхард Найджел Мэнселл Айртон Сенна                                                       | 1(118)                 |
| 1993                                   | Canon Williams Team | FW15C                                       | G                      | Renault RS5 3,5 V10                                                    | Ален Прост Деймон Хилл                                                                                        | 1 (168)                |
| 1992                                   | Canon Williams Team | FW14B                                       | G                      | Renault RS3C 3,5 V10                                                   | Найджел Мэнселл Риккардо Патрезе                                                                              | 1 (164)                |
| 1991                                   | Canon Williams Team | FW14                                        | G                      | Renault RS3 3,5 V10                                                    | Найджел Мэнселл Риккардо Патрезе                                                                              | 2(125)                 |
| 1990                                   | Canon Williams Team | FW13B                                       | G                      | Renault RS2 3,5 V10                                                    | Риккардо Патрезе Тьерри Бутсен                                                                                | 4(57)                  |
| 1989                                   | Canon Williams Team | FW12C FW13                                  | G                      | Renault RS1 3,5 V10                                                    | Риккардо Патрезе Тьерри Бутсен                                                                                | 2(77)                  |
| 1988                                   | Canon Williams Team | FW12                                        | G                      | Judd CV 3,5 V8                                                         | Найджел Мэнселл Риккардо Патрезе Жан-Луи Шлессер                                                              | 7(20)                  |
| 1987                                   | Canon Williams Honda Team | FW11B                                       | G                      | Honda RA167E 1,5 V6T                                                   | Найджел Мэнселл Нельсон Пике                                                                                  | 1(137)                 |
| 1986                                   | Canon Williams Honda Team | FW11                                        | G                      | Honda RA166E 1,5 V6T                                                   | Найджел Мэнселл Нельсон Пике                                                                                  | 1(141)                 |
| 1985                                   | Canon Williams Honda Team | FW10 FW10B                                  | G                      | Honda RA164E 1,5 V6T Honda RA165E 1,5 V6T                              | Найджел Мэнселл Кеке Росберг                                                                                  | 3(71)                  |
| 1984                                   | Williams Grand Prix Engineering | FW09 FW09B                                  | G                      | Honda RA163E 1,5 V6T Honda RA164E 1,5 V6T                              | Кеке Росберг Жак Лаффит                                                                                       | 6(25,5)                |
| 1983                                   | TAG Williams Racing Team | FW08C FW09                                  | G                      | Ford Cosworth DFV 3,0 V8 Ford Cosworth DFY 3,0 V8 Honda RA163E 1,5 V6T | Кеке Росберг Жак Лаффит Джонатан Палмер                                                                       | 4(36) 11(2)            |
| 1982                                   | TAG Williams Racing Team | FW07C FW08                                  | G                      | Ford Cosworth DFV 3,0 V8                                               | Кеке Росберг Карлос Ройтеман Марио Андретти Дерек Дейли                                                       | 4(58)                  |
| 1981                                   | Albilad-Williams Racing Team TAG Williams Racing Team Equipe Banco Occidental                                                                     | FW07C FW07                                  | G M                    | Ford Cosworth DFV 3,0 V8                                               | Алан Джонс Карлос Ройтеман Эмилио де Вильота                                                                  | 1(95)                  |
| 1980                                   | Albilad-Williams Racing Team Brands Hatch Racing RAM/Williams Grand Prix Engineering RAM/Penthouse Rizla Racing RAM/Theodore/Rainbow Jeans Racing | FW07 FW07B                                  | G                      | Ford Cosworth DFV 3,0 V8                                               | Алан Джонс Карлос Ройтеман Руперт Киган Дизайе Уилсон Кевин Коган Джоф Лиз                                    | 1(120)                 |
| 1979                                   | Albilad-Saudia Racing Team | FW06 FW07                                   | G                      | Ford Cosworth DFV 3,0 V8                                               | Алан Джонс Клей Регаццони                                                                                     | 2(75)                  |
| 1978                                   | Williams Grand Prix Engineering | FW06                                        | G                      | Ford Cosworth DFV 3,0 V8                                               | Алан Джонс | 9(11)                  |
| 1977                                   | Williams Grand Prix Engineering Jolly Club of Switzerland                                                                                         | March 761 Apollon (FW03)                    | G                      | Ford Cosworth DFV 3,0 V8                                               | Патрик Нев Лорис Кессель                                                                                      | --                     |
| Frank Williams Racing Cars (1969—1976) | |                                             |                        |                                                                        | |                        |
| 1976                                   | Frank Williams Racing Cars Mapfre-Williams | FW04                                        | G                      | Ford Cosworth DFV 3,0 V8                                               | Ренцо Дзордзи Эмилио Дзапико                                                                                  | --                     |
| 1975                                   | Frank Williams Racing Cars | FW02 (ISO-Marlboro IR) FW03 FW04            | G                      | Ford Cosworth DFV 3,0 V8                                               | Жак Лаффит Артуро Мерцарио Тони Брайз Дамьен Маги Ян Шектер Ян Эшли Йо Вонлантен Ренцо Дзордзи Лелла Ломбарди | 9(6)                   |
| 1974                                   | Frank Williams Racing Cars | FW01 (ISO-Marlboro IR) Iso Marlboro FW FW03 | G F                    | Ford Cosworth DFV 3,0 V8                                               | Артуро Мерцарио Том Белсо Ричард Робартс                                                                      | 10(4)                  |
| 1973                                   | Frank Williams Racing Cars | March 731 Iso Marlboro IR Iso Marlboro FX3B | G F                    | Ford Cosworth DFV 3,0 V8                                               | Анри Пескароло Нанни Галли Хоуден Генли Том Белсо Джеки Преториус Грэм МакРэй Ги ван Леннеп Жаки Икс          |                        |
| 1972                                   | Team Williams-Motul | March 721 Politoys FX3                      | G                      | Ford Cosworth DFV 3,0 V8                                               | Анри Пескароло Карлус Пасе                                                                                    |                        |
| 1971                                   | Frank Williams Racing Cars | March 701/March 711                         | G                      | Ford Cosworth DFV 3,0 V8                                               | Анри Пескароло                                                                                                |                        |
| 1970                                   | Frank Williams Racing Cars | De Tomaso 505                               | D                      | Ford Cosworth DFV 3,0 V8                                               | Пирс Каридж Брайан Редман Тим Шенкен                                                                          |                        |
| 1969                                   | Frank Williams Racing Cars | Brabham BT26A                               | D                      | Ford Cosworth DFV 3,0 V8                                               | Пирс Каридж                                                                                                   |                        |

## Основные спонсоры команды в 2024 году
11 февраля 2025 года было объялвено о подписании долгосрочного спонсорского соглашения с австралийским разработчиком програмного обеспечения Atlassian. Компания стала титульным спонсором команды. 
| - Gulf - Komatsu - Duracell - Myprotein - Kraken | - Stephens - Globant - Mercado Libre - Vast - Keeper | - Fancapital - Michelob ULTRA - Zoox - Dorilton Ventures - THG Ingenuity | - Jumeirah - Broadcom Software - Puma - Pirelli - SIA |

## Рекорды команды
Williams, наряду с Ferrari и McLaren, входит в большую тройку команд Формулы-1. Это следует из основных статистических показателей. Причём, по количеству кубков конструкторов, то есть чемпионату мира среди команд, Williams занимает 2-е место, уступая только Ferrari. Кроме того, команду можно считать самой успешной командой 1990-х годов.
| Показатель                                                         | Значение | Результат за всю историю |
| Кубок конструкторов                                                | 9        | 2                        |
| Личный чемпионат мира                                              | 7        | 3                        |
| Победы в Гран-при                                                  | 114      | 3                        |
| Победы в одном сезоне                                              | 12       | 3                        |
| Дубли (поул и победа)                                              | 46       | 3                        |
| Хет-трики (поул, победа и быстрый круг)                            | 19       | 2                        |
| Большой шлем (поул, победа, быстрый круг, лидирование старт-финиш) | 5        | 3                        |
| Подиумы                                                            | 296      | 3                        |
| Поул-позиции                                                       | 127      | 3                        |
| Быстрые круги                                                      | 130      | 3                        |
| Лидирование старт-финиш                                            | 20       | 4                        |
| Очков за сезон                                                     | 175      | 6                        |

## Другие гоночные серии

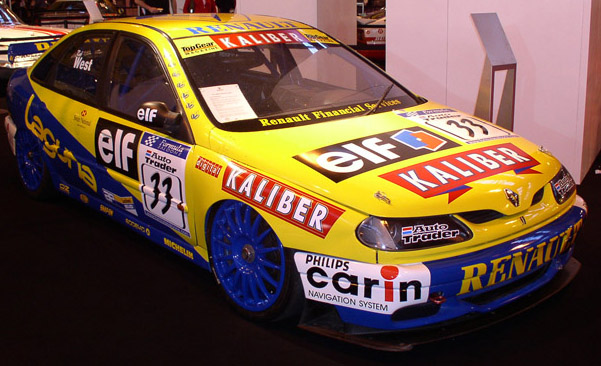
Подготовленная Williams Renault Laguna для участия в гонках BTCC.

### Ралли группа B
В 1980 году Williams подготовил для Ровера автомобиль для участия в международной группе B соревнований по ралли.

### Британский чемпионат в классе Туринг (BTCC)
Williams, под названием Williams Touring Car Engineering, готовил команду Renault для участия в Британском чемпионате в классе Туринг (BTCC) в 1995—1999. Автомобиль готовился на базе Renault Laguna на заводе Williams в Дидкоте (завод Williams располагался там до переезда в Гроу). Williams-Renault выигрывал зачёт производителей в 1995 и 1997 годах и личный титул в 1997.

### 24 часа Ле-Мана
В 1999 году Williams построил для BMW болиды для участия в гонках 24 часа Ле-Мана. Болид под названием V12 LMR выиграл 24 часа Ле-Мана в 1999.

### Формула-2
Организованный FIA в 2009 году чемпионат использует шасси, построенные Williams

### Комментарии
1. ↑  В качестве команды — 770. В качестве конструктора — 766 (начиная с Гран-при Аргентины 1978 года)
2. ↑  В качестве команды — 759. В качестве конструктора — 758 (начиная с Гран-при Аргентины 1978 года)
3. ↑  6 очков Дэвида Култхарда на Гран-при Бразилии 1995 года официально не учитываются из-за его дисквалификации)
4. 1 2  Также известна под наименованием ISO Marlboro IR
5. ↑  Статистику по этой модели, по сути бывшей слегка переделанной Hesketh 308C, обычно выделяют отдельно в «Wolf-Williams»
6. ↑  Стартов машин в гонке, а не участие команды в Гран-при
7. ↑  Получил дополнительные два очка за седьмое место в спринте.
8. ↑  Получил дополнительные три очка за шестое место в спринте.
9. ↑  Клиентское шасси March — Гонки не учитываются в статистике
10. ↑  Как ISO Marlboro IR
11. 1 2 3 4 5 6 7 8  Клиентское шасси — гонки не учитываются в статистике